# Kon Knueppel
Kon Knueppel (* 3. August 2005 in Milwaukee, Wisconsin, USA) ist ein US-amerikanischer Basketballspieler. Er wurde im NBA-Draft 2025 als vierter Pick von den Charlotte Hornets ausgewählt.

## Highschool-Karriere
Knueppel besuchte die Wisconsin Lutheran High School. Als Senior führte er sein Team zu einer perfekten 30-0-Saison und gewann die State Championship. Er erreichte im Schnitt 26,4 Punkte, 8,8 Rebounds und 5,1 Assists, wurde Wisconsin Mr. Basketball und erhielt die Auszeichnungen AP Player of the Year sowie MaxPreps Player of the Year.

## College-Karriere
Für die Duke University spielte Knueppel in der Saison 2024–25 als Starter und kam in 39 Spielen auf durchschnittlich 14,4 Punkte, 4,0 Rebounds und 2,7 Assists pro Partie bei hervorragenden Wurfquoten (47,9 % FG, 40,6 % 3P, 91,4 % FT). 
Er wurde MVP des ACC-Turniers, ins Second-team All-ACC und ins ACC All-Freshman Team gewählt.

## Profi-Karriere
Im NBA-Draft 2025 wurde Knueppel an vierter Stelle von den Charlotte Hornets ausgewählt. Er gewann außerdem die NBA Summer League Championship mit den Hornets und wurde zum MVP des Finales gekürt.

## Spielstil und Profil
Knueppel gilt als hochpräziser Distanzschütze mit guten Defensivqualitäten („Three-and-D“), trotz begrenzter Athletik.

## Persönliches
Knueppels Eltern sind beide ehemalige College-Basketballspieler: sein Vater erzielte über 2.000 Punkte für das Wisconsin Lutheran College und ist in dessen Hall of Fame; seine Mutter ist Rekordschützin der Wisconsin–Green Bay.